# (73772) 1994 PM15
(73772) 1994 PM15 – planetoida z pasa głównego asteroid okrążająca Słońce w ciągu 4,12 lat w średniej odległości 2,57 j.a. Odkryta 10 sierpnia 1994 roku.